# قطارة ماء كلفن
قطارة الماء كلفن، هي عبارة عن جهاز يمثل أحد أنواع المولدات الكهروسكونية. اخترعه العالم الفيزيائي الاسكتلندي ويليام تومسون (اللورد كلفن) في عام 1867م، وأشار كلفن إلى الجهاز باعتباره مكثفًا يسقط منه الماء. وجهاز كلفن هذا، يسمى بعدة أسماء مختلفة منها: مولد كلفن الكهرومائي، أو مولد كلفن الكهروسكوني، أو عاصفة اللورد كلفن الرعدية. ويقوم الجهاز باستخدام الماء المتساقط لتوليد فروق الجهد الكهربائي عن طريق الحث الكهروسكوني الذي يحدث بين الأنظمة المترابطة ذات الشحنات الكهربائية المعاكسة. ويؤدي هذا في النهاية إلى تفريغ القوس الكهربائي في شكل شرارة. وهو يستخدم في تعليم الفيزياء لتوضيح أسس ومبادئ الكهرباء الساكنة.

الشكل 1: الإعداد التخطيطي لقطارة الماء كلفن.

## وصف الجهاز
النموذج المعد في الشكل المقابل ( الشكل 1)، يظهر خزان من الماء، أو سائل موصل آخر (في أعلى الشكل باللون الرمادي) متصل بخرطومين يطلقان تيارين متساقطين من القطرات، والتي تهبط في دلوين أو حاويتين (في أسفل الشكل لونهما أزرق وأحمر). يمر كل مجرى (من غير تلامس) عبر حلقة معدنية أو أسطوانة مفتوحة متصلة كهربائيًا بالحاوية المستقبلة المقابلة؛ حيث تكون الحلقة اليسرى (الحمراء) متصلة بالدلو الأيمن، في حين تكون الحلقة اليمنى (الزرقاء) متصلة بالدلو الأيسر. والحاويات يجب أن تكون معزولة كهربائيًا عن بعضها البعض، وكذلك عن عن الكهرباء المتواجدة بالأرض. وبالمثل، يجب أن تكون الحلقات معزولة كهربائيا عن بعضها البعض وعن بيئتها. يجب أن تنقسم التدفقات إلى قطرات منفصلة قبل الوصول إلى الحاويات. والحاويات عادة ما تكون مصنوعة من المعدن، ويتم توصيل الحلقات بها من خلال الأسلاك.
إن التركيب البسيط للجهاز، يجعل منه أداة شائعًة في تعليم الفيزياء كتجربة معملية للطلاب.

## مبادئ التشغيل

وجود الفرق الأولي الصغير في الشحنة الكهربائية بين الدلوين، والذي يوجد دائمًا لأن الدلوين معزولان عن بعضهما البعض، ضروري لبدء عملية الشحن. إذن، لنفترض أن الدلو في الجانب الأيمن يحمل شحنة موجبة صغيرة. وعليه فالحلقة التي في الجانب الأيسر تملك أيضًا بعض الشحنة الإيجابية؛ لأنها متصلة بالدلو. الشحنة الموجودة على الحلقة اليسرى ستجذب الشحنات السالبة الموجودة في الماء (الأيونات) إلى التيار الأيسر وفقًا لقانون كولوم في الكهروسكوني. وعندما تنزل قطرة من نهاية التيار الأيسر، فإنها تحمل شحنة سالبة معها. وعندما تسقط قطرة الماء المشحونة سلبًا في الدلو المخصص لها (الدلو الأيسر)، فإنها تمنح ذلك الدلو والحلقة المرتبطة به (الدلو الأيمن) شحنة سالبة.
وبمجرد أن تحمل الحلقة اليمنى شحنة سالبة، فسوف تقوم أيضًا بجذب شحنة موجبة إلى التيار الأيمن. وعندما تنزل القطرات من نهاية هذا التيار، فإنها تحمل شحنة موجبة إلى الدلو المشحون إيجابيا، مما يجعل هذا الدلو مشحونا بشكل أكثر إيجابية.
وعليه، سوف يتم جذب الشحنات الموجبة إلى التيار الأيمن من خلال الحلقة، وتتسرب الشحنة الموجبة إلى الدلو الأيمن المشحون إيجابيا. ومن جانب آخر سوف تنجذب الشحنات السالبة إلى التيار الأيسر، وتتسرب الشحنة السالبة إلى الدلو الأيسر المشحون سلبًا. وتسمى عملية فصل الشحنة التي تحدث في الماء بالحث الكهروسكوني. وكلما زادت الشحنة المتراكمة في كل دلو من الدلوين، كلما زادت معها الإمكانات الكهربائية على الحلقات وكلما كانت عملية الحث الكهروسكوني هذه أكثر فعالية. وأثناء عملية الحث، يوجد تيار كهربائي يتدفق على شكل أيونات موجبة أو سالبة في مياه خطوط الإمداد. وهذا منفصل عن التدفق الكلي للمياه، الذي يسقط عبر الحلقات وينزل في صورة قطرات إلى الحاويات. فمثلاً، عندما يقترب الماء من الحلقة المشحونة سلبًا على اليمين، حينها يمكن لأية إلكترونات حرة في الماء أن تفر بسهولة نحو اليسار، ضد تدفق الماء.

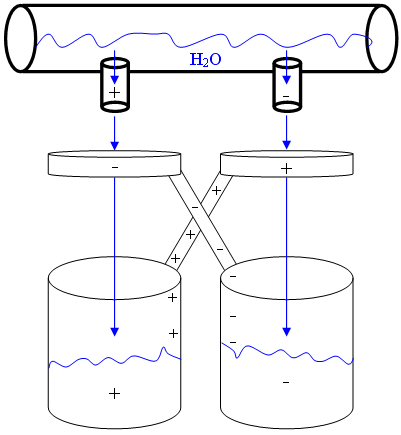

في نهاية الأمر، عندما يصبح كلا الدلوين مشحونًا بدرجة عالية، فقد نرى العديد من التأثيرات المختلفة. فقد تنشأ شرارة كهربائية لفترة وجيزة بين الدلوين أو الحلقات، الأمر الذي يؤدي بدوره إلى تقليل الشحنة على كل دلو. وفي حالة ما إذا كان هناك تيار ثابت من الماء عبر الحلقات، ولم تكن التيارات متمركزة تمامًا في الحلقات، فيمكن للمرء أن يلاحظ انحراف التيارات قبل كل شرارة كهربائية؛ وذلك بسبب الجذب الكهروسكوني وفقًا لقانون كولومب للشحنات المعاكسة. ومع الزيادة في الشحن، فقد ينتشر تدفق سلس وثابت بسبب التنافر الذاتي لصافي الشحنات في التيار. وإذا تم ضبط تدفق الماء، بحيث ينقسم إلى قطرات في محيط الحلقات، فقد تنجذب القطرات إلى الحلقات بما يكفي لتلمس الحلقات، وتقوم بترسيب شحنتها على الحلقات المشحونة بشكل معاكس، مما يقلل الشحنة على هذا الجانب من النظام. وفي هذه الحالة أيضًا، سببدأ الدلوان في منع القطرات المتساقطة تجاهها بشكل إلكتروسكوني، الأمر الذي قد تؤدي إلى تساقط القطرات بعيدًا عن الدلوين. كل هذه التأثيرات سوف تحد من الجهد الكهربائي، الذي يمكن أن يصل إليه الجهاز. حيث يمكن أن تصل الفولتية التي يصل إليها هذا الجهاز إلى نطاق الكيلو فولت، ولكن كميات الشحن صغيرة، وعليه فليس ثمة خطر على الأشخاص، فمثل هذا الخطر يتماثل مع خطر التفريغات الكهربائية الساكنة الناتجة عن تحريك الأقدام على السجادة.
والشحنات المعاكسة التي تتراكم على الدلاء، هي بمثابة طاقة كامنة كهربائية، وتأتي هذه الطاقة من طاقة الجاذبية الكامنة التي يتم إطلاقها عند سقوط الماء. وتعمل قطرات الماء المتساقطة المشحونة، ضد المجال الكهربائي المعاكس للحاويات المشحونة بنفس الشحنة، مما يمارس قوة تصاعدية ضدها، والتي تتحول معها طاقة وضع الجاذبية إلى طاقة وضع كهربائية، بالإضافة إلى طاقة حركية. والأخيرة يتم هدرهاعلى هيئة حرارة، وذلك عندما تنزل قطرات الماء في الدلاء، لذلك عندما يتم اعتبارها مولدًا للطاقة الكهربائية، فإن آلة كلفن غير فعالة للغاية. ومع ذلك، فإن مبدأ التشغيل هو نفسه كما هو الحال مع أشكال أخرى من الطاقة الكهرومائية.

## تفاصيل

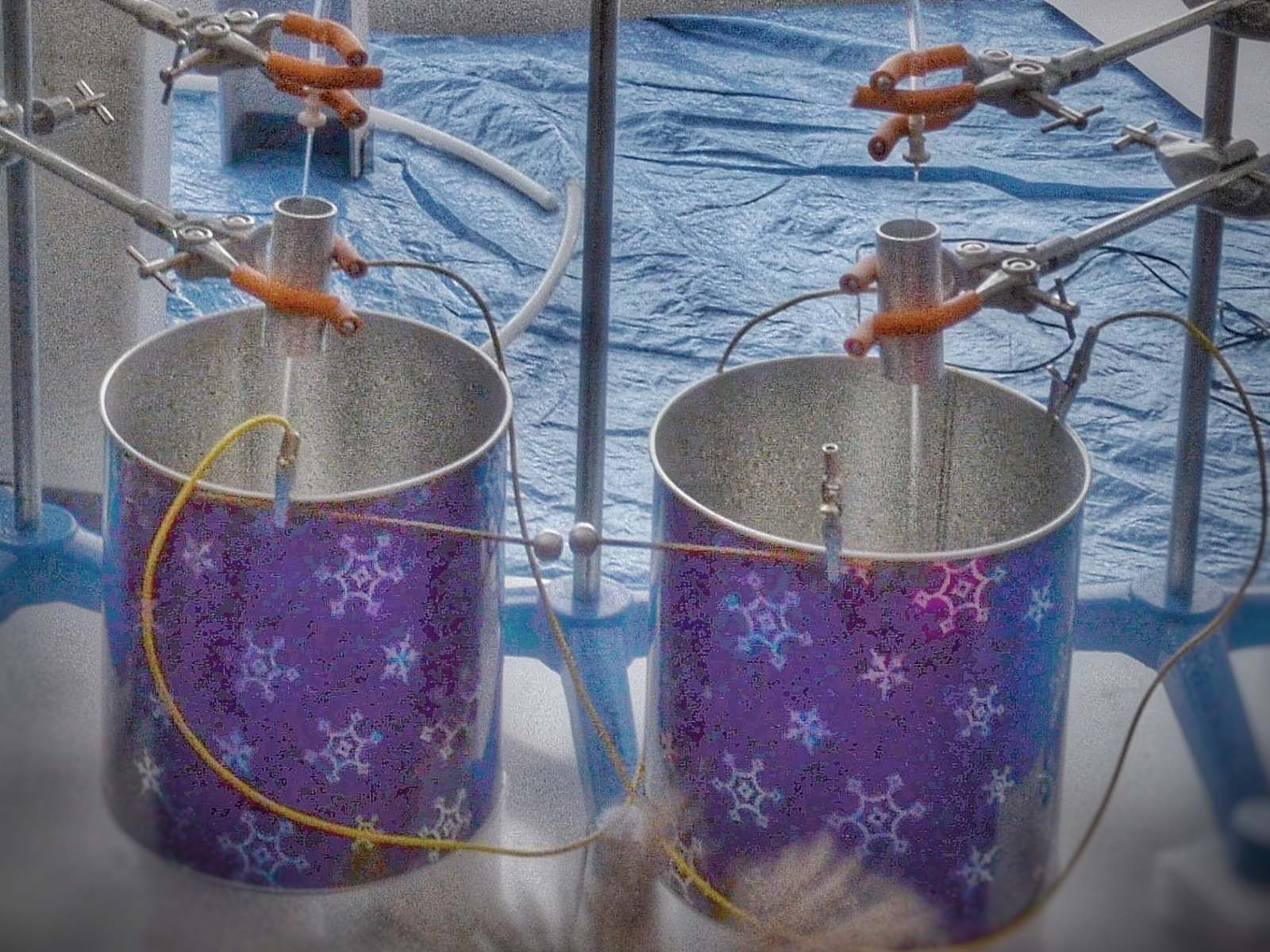
الشكل 3: قطارة مياه كلفن تم تركيبها في مهرجان كامبريدج للعلوم 2014

الشحنات المتراكمة، تتواجد على الجانب الخارجي للمعدن، وليس في الماء، ويحدث ذلك عندما تكون الدلاء موصلات معدنية. وهذا جزء من عملية الحث الكهربائي، وهو مثال على " تجربة دلو ثلج فاراداي " ذات الصلة. كما أن فكرة جلب كميات صغيرة من الشحنة إلى مركز جسم معدني كبير ذو شحنة صافية كبيرة، كما يحدث في قطارة الماء الخاصة بكلفن، تعتمد على نفس الفيزياء المستخدمة في تشغيل مولد فان دي غراف.
المناقشة أعلاه تتعلق بسقوط القطرات المشحونة. وتحدث تأثيرات الشحن الحثي أثناء استمرار تدفق المياه. وذلك يعود إلى أن تدفق الشحنة وانفصالها يحدث بالفعل عندما تقترب تيارات الماء من الحلقات، وعليه، فعندما يمر الماء عبر الحلقات تكون هناك بالفعل شحنة صافية على الماء. وعندما تتشكل القطرات، يتم احتجاز بعض الشحنات الصافية في كل قطرة حيث تقوم الجاذبية بسحبها نحو الحاوية المشحونة بنفس الشحنة.
وعندما تكون الحاويات معدنية، فمن الممكن ربط الأسلاك بالمعدن. وإن لم يكن ذلك، فمن الواجب غمس نهاية الحاوية لكل سلك في الماء. وفي الحالة الأخيرة، تظل الشحنة على سطح الماء، وليس خارج الحاويات.
هذا، ويمكن التوسيع من الجهاز، ليشمل أكثر من تيارين من القطرات.
وفي عام 2013م، قامت مجموعة مشتركة من جامعة توينتي بهولندا، ببناء نسخة ميكروفلويدية من قطارة ماء كلفن، والتي تنتج جهدًا كهربائيًا، يكون قادرًا على شحن وفصل وتغيير هوية قطرات الماء ذات الحجم الميكرومتري فقط باستخدام القوة الهوائية بدلاً من الجاذبية. وبعد مرور عام، قامت هذه المجموعة بتطوير نسخة أخرى من قطارة الماء كلفن الدقيقة،  باستخدام نفاثة سائل مجهرية (والتي انقسمت بعد ذلك إلى قطرات مجهرية) تم إطلاقها على هدف معدني، مما أسفر عن كفاءة قصوى بلغت حوالي 48%.

## الخلفية التاريخية
في كتابه عن المغناطيس والأجسام المغناطيسية، والذي تم نشره عام 1600م، قدم فيه وليام جيلبرت دراسات عن الكهرباء الساكنة التي ينتجها الكهرمان وتفاعله مع الماء. وقد لاحظ تشكل هياكل مخروطية على الماء، والتي تسمى الآن بمخروط تايلور.
والدراسات المبكرة الأخرى التي تشير إلى تفاعل الكهرباء الساكنة مع الماء، والمذكورة باللغة الإنجليزية، تشمل ما يلي:
- فرانسيس هوكسبي "تجارب فيزيائية ميكانيكية على مواضيع مختلفة". (1719م).
- ويليام واتسون، "التجارب والملاحظات التي تهدف إلى توضيح طبيعة وخصائص الكهرباء". (1741م).
- جون ثيوفيلوس ديساجوليرز، "أطروحة حول الكهرباء"، دار نشر إينيس ولونجمان، لندن، (1742م).
- جوزيف بريستلي، "تاريخ وحالة الكهرباء الحالية مع التجارب الأصلية، المجلد: الأول والثاني والثالث (1747م).
- جيمس فيرجسون، "مقدمة إلى الكهرباء"، (1770م).
- جورج آدامز، "مقالة عن الكهرباء"، لندن (1785م).
- تيبيريوس كافالو، "رسالة كاملة عن الكهرباء في النظرية والتطبيق مع تجارب أصلية"، المجلدان الأول والثاني، (1795).
- جون كوثبرتسون، "الكهرباء العملية"، لندن (1807م).
- جورج جون سينجر، "عناصر الكهرباء والكيمياء الكهربائية"، لونجمان، (1814م).
- جورج فرانسيس، "التجارب الكهروسكونية" (1844م).
- هنري مينشين نواد، "دليل الكهرباء" في مجلدين (1857م).

وبحلول الأربعينيات من القرن التاسع عشر، بات من الممكن إثبات أن تيارات المياه يمكنها حمل شحنة كهربائية، وأن التيارات التي تحمل شحنة متشابهة تتنافر، وأن التيارات التي تحمل شحنة مختلفة تجاذب. ومن الممكن أيضًا إثبات أن الفصل الفيزيائي للشحنات، والذي يعني فصل الشحنات إلى مناطق مختلفة، من الممكن أن يحدث في مسطح مائي من خلال مجال كهربائي ثابت.
وقد استخدم اللورد كلفن هذا الأساس من المعرفة المتراكمة، لإنشاء جهاز في عام 1859م، يتضمن تفاعل تيار من الماء مع المجال الكهربائي الساكن للأرض، للتسبب في فصل الشحنة، وقياسها لاحقًا من أجل إجراء قياسات الكهرباء في الغلاف الجوي.

## الدراسات التجريبية
لقد أظهرت الأبحاث والفحوصات التي أجريت على مولد كلفن الكهروسكوني في ظل ظروف خاضعة للرقابة المختلفة، أنه يعمل بمياه الصنبور والمياه المقطرة (غير منزوعة الأيونات) ومحلول مشبع من كلوريد الصوديوم. كما تم ملاحظة أن المولد يعمل جيدًا حتى لو كان التياران السائلان ينبعان من خزانات مختلفة معزولة كهربائيًا. وتم اقتراح نموذج حيث تنشأ الشحنة الكهربائية من فصل أيون الهيدروجين المائي الموجب، وأيون الهيدروكسيل المائي السالب أثناء عملية تشكل قطرات الماء.

## روابط خارجية
- قطارة الماء كلفن – معهد ماساتشوستس للتكنولوجيا OCW
- يوتيوب ("رينهارد شوماخر") – قطارة المياه كلفن: التنفيذ والشرح
- يوتيوب ("RimstarOrg") – قطارة المياه Kelvin وكيفية عملها
- يوتيوب ("Veritasium") – شرارات من الماء المتساقط: عاصفة كلفن الرعدية
- وصف تفصيلي للجهاز وكيفية بناء قطارة ماء كلفن الخاصة بك.
- قطارة ماء ليغو كيلفن